# Bilkamera

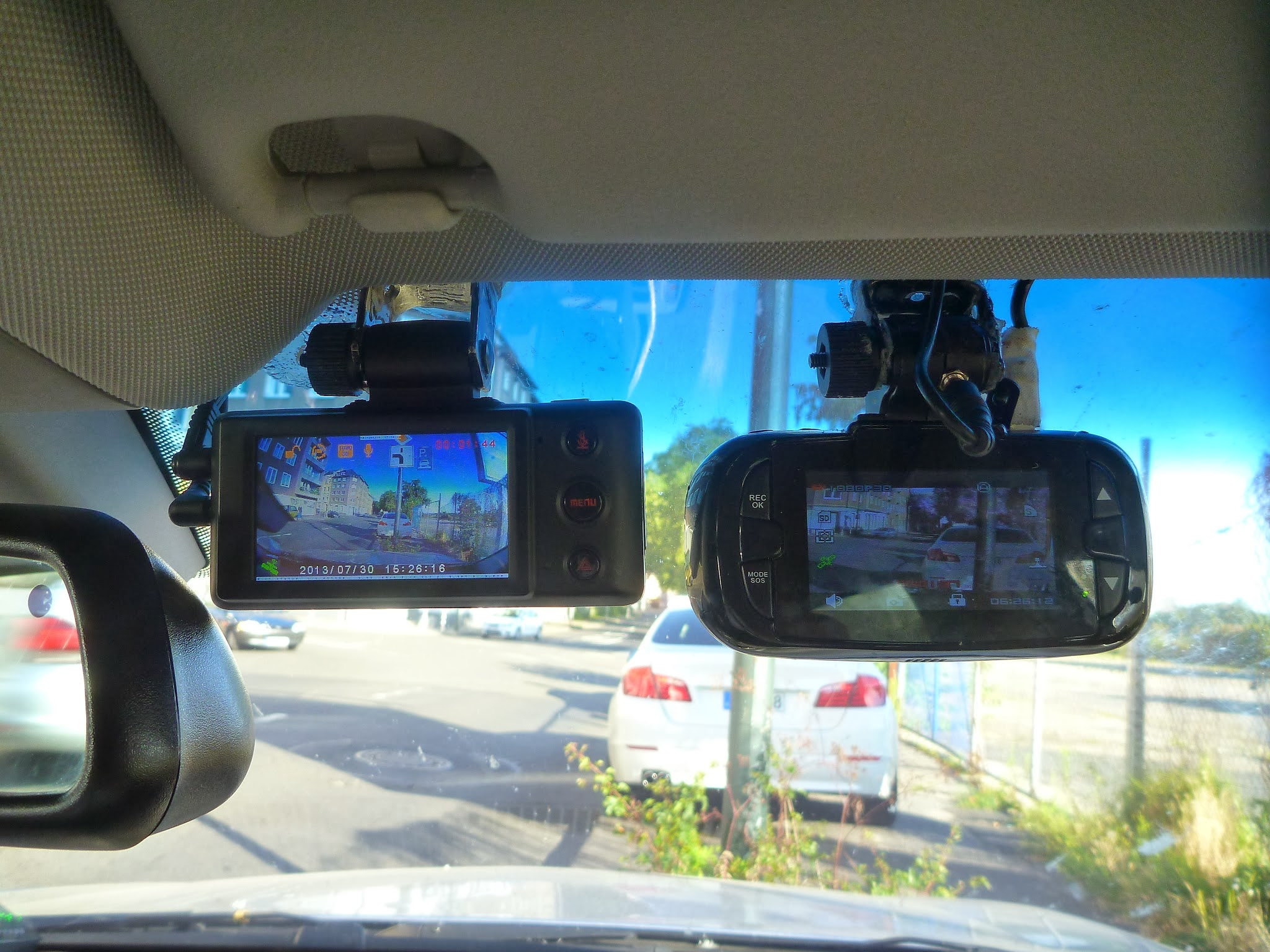
Två bilkameror i bilens framruta.

En bilkamera (även känd som dashcam på engelska) är en kamera som man monterar i framrutan på bilen för att spela in händelseförloppet vid till exempel en krock. Kameran har fått stor betydelse i öststaterna, däribland Ryssland där många bilister i dag använder sig av dessa kameror för att undvika bland annat bedrägeriförsök. Kamerorna ses också som något av en trend och som idag sprider sig bland bilister i olika länder. Många använder dem för att styrka sin version av händelsen vid en olycka eller ett bedrägeriförsök.

## Försäkring
I Ryssland samt Norge kan man hos vissa försäkringsbolag få billigare försäkringspremier om man har en sådan kamera installerad i sin bil. I Sverige har bilkamera använts i minst ett fall i samband med ett försäkringsärende. Högsta förvaltningsdomstolen fastslog 2016 att bilkameror inte är olagliga, vilket betyder att en bilkamera inte kräver något tillstånd.

## Modeller
De flesta bilkameror distribueras från asiatiska länder och finns i många olika utföranden och prisklasser. Budgetkamerorna tenderar till att ha sämre egenskaper och färre funktioner än en dyr bilkamera vice versa. De bilkameror som är dyrare spelar oftast in högupplöst film och har GPS som styrker var bilen befinner sig i filmsekvensen.

## Funktioner
De flesta bilkameror börjar spela in när de får ström, har dataöverskrivning och slutar inspelningen när strömmen bryts. En del har även ett batteri som gör att enheten spelar in en stund även om bilens spänning är frånkopplad. 
De bästa modellerna har även Parkeringsläge som aktiveras automatiskt när bilen är parkerad, samt G-sensorer och GPS som hjälper till att styrka bevisningen vid eventuellt tillbud.